# لمور پشمالوی سامبیرانو
لمور پشمالوی سامبیرانو (نام علمی: Avahi unicolor) نام یک گونه از تیره ایندیریان است.